# Herman Moll
Herman Moll (Amsterdam, 13 novembre 1654 – Londra, 22 settembre 1732) è stato un cartografo, incisore e editore britannico di origine tedesca o olandese.
Herman Moll è considerato uno dei più importanti cartografi e incisori del XVIII secolo. Le sue mappe hanno avuto una forte influenza sulla cartografia dell’epoca e sono oggi conservate in diverse collezioni accademiche e museali.

## Biografia
Le origini di Moll sono incerte: alcune fonti suggeriscono che sia nato nei Paesi Bassi, mentre altre indicano la Germania, probabilmente a Brema. Non si hanno molte informazioni sulla sua infanzia e formazione, ma si presume che abbia acquisito le sue competenze da incisore e cartografo nei Paesi Bassi, un centro nevralgico della produzione cartografica tra il XVII e il XVIII secolo.
Moll si trasferì a Londra intorno al 1678, in un periodo in cui la città stava emergendo come un importante centro per l'editoria cartografica. Qui iniziò a lavorare come incisore per editori affermati, tra cui Moses Pitt, Greenvile Collins e John Adair, contribuendo a diverse pubblicazioni geografiche.

### Carriera e successo editoriale
All'inizio del XVIII secolo, Moll aprì una propria bottega a Londra, nella quale iniziò a pubblicare mappe e atlanti firmati con il proprio nome. La sua reputazione crebbe rapidamente, e le sue opere si distinsero per l'Alta qualità dell'incisione, la precisione geografica (basata su fonti aggiornate dell'epoca) e elementi decorativi e illustrativi unici.
Le sue mappe non si limitavano a rappresentare territori e confini, ma includevano anche dettagli su rotte commerciali, venti, fiumi e caratteristiche geografiche rilevanti.
Nel 1701, Moll pubblicò "A System of Geography", un'opera in due volumi con numerose mappe dettagliate. Negli anni seguenti, creò mappe su commissione per viaggiatori, esploratori e scienziati, tra cui il naturalista John Oldmixon e l’esploratore William Dampier, di cui illustrò i libri.

### Collaborazioni e influenza
Moll lavorò a stretto contatto con scienziati e intellettuali dell'epoca. La sua cartografia fu apprezzata da figure come Daniel Defoe, autore di Robinson Crusoe, che utilizzò le sue mappe nelle proprie opere.
Uno degli aspetti più innovativi del suo lavoro fu l'attenzione alle dispute territoriali e geopolitiche. Ad esempio, nelle sue mappe delle Americhe, Moll evidenziava le rivendicazioni coloniali di Spagna, Francia e Gran Bretagna, offrendo un’analisi visiva delle tensioni dell’epoca.

### Ultimi anni e morte
Negli ultimi anni di vita, Moll continuò a pubblicare mappe di grande successo, tra cui "A New and Exact Map of the Dominions of the King of Great Britain on the Continent of North America" (1715) e "The World Described" (1719), una raccolta di mappe murali di grande formato.
Morì il 22 settembre 1732 a Londra. Dopo la sua morte, le sue mappe continuarono a essere ristampate e utilizzate per decenni, consolidando il suo ruolo come uno dei cartografi più influenti del XVIII secolo.

## Opere
Lista parziale delle mappe realizzate:
- 1701 - Frontespizio per "A System of Geography" (con sfera armillare) (25,4 x 15,2 cm)
- 1701 - Mappa del Brasile (20,3 x 20,3 cm)
- 1701 - Mappa di Uruguay, Paraguay, Brasile meridionale e Argentina (El Dorado) (21,6 x 20,3 cm)
- 1701 - Mappa del mondo in emisferi (25,4 x 20,3 cm)
- 1701 - Mappa delle Indie Occidentali e dell'America meridionale settentrionale (20,3 x 20,3 cm)
- 1701 - Mappa dell'America meridionale meridionale (Cile, Argentina, Paraguay) (21,6 x 20,3 cm)
- 1701 - Mappa degli Stati Uniti con la California insulare (20,3 x 20,3 cm)
- 1701 - Mappa del Perù, Ecuador, Bolivia e Brasile (24,1 x 20,3 cm)
- 1701 - Mappa del Nord e Sud America (19 x 20,3 cm)
- 1701 - Mappa della Florida, Messico e Golfo del Messico (22,9 x 20,3 cm)
- 1701 - Mappa degli Stati Uniti orientali e del Canada (25,4 x 20,3 cm)
- 1708 - Mappa di Barbados (17,8 x 25,4 cm)
- 1709 - Mappa dell'Impero Romano (48,3 x 116,8 cm)
- 1710 - Mappa dell'Inghilterra e del Galles (62,2 x 96,5 cm)
- 1710 - Mappa delle Galápagos (Dampier / Moll) (14 x 15,2 cm)
- 1714 - Mappa della Scozia (54 x 102,2 cm)
- 1715 - Mappa delle Indie Occidentali
- 1716 - Mappa dell'Africa occidentale (16,5 x 24,8 cm)
- 1720 - Mappa del Nord America (Stati Uniti) (62,2 x 103,5 cm)
- 1720 - Mappa del Sud America (Compagnia dei Mari del Sud) (66 x 49,5 cm)
- 1729 - Mappa di New York, New England e Pennsylvania (Prima mappa postale del New England) (21,6 x 27,9 cm)
- 1729 - Mappa della Nuova Caledonia, colonia scozzese a Panama (25,4 x 21,6 cm)
- 1732 - Mappa delle Indie Occidentali, Florida, Messico e Caraibi (61 x 101,6 cm)
- 1732 - Mappa delle Indie Occidentali e dei Caraibi (20,3 x 27,9 cm)
- 1732 - Mappa dell'Africa (59,7 x 96,5 cm)
- 1732 - Mappa del Nord America (Mappa del merluzzo, con Grierson) (58,4 x 95,9 cm)
- 1732 - "Mappa del merluzzo" del Nord America (Codfish Map) (57,8 x 96,5 cm)
- 1732 - Mappa del Sud America (58,4 x 96,5 cm)
- 1732 - Mappa delle Indie Occidentali
- 1736 - Mappa dell'Ungheria e della Transilvania (Romania) (21,6 x 27,9 cm)
- 1736 - Mappa di Barbados (29,2 x 36,8 cm)
- 1745 - Mappa delle Indie Occidentali con rotte dei galeoni (27,9 x 35,6 cm)
- 1746 - Mappa della Carolina (20,3 x 27,9 cm)

## Galleria d'immagini

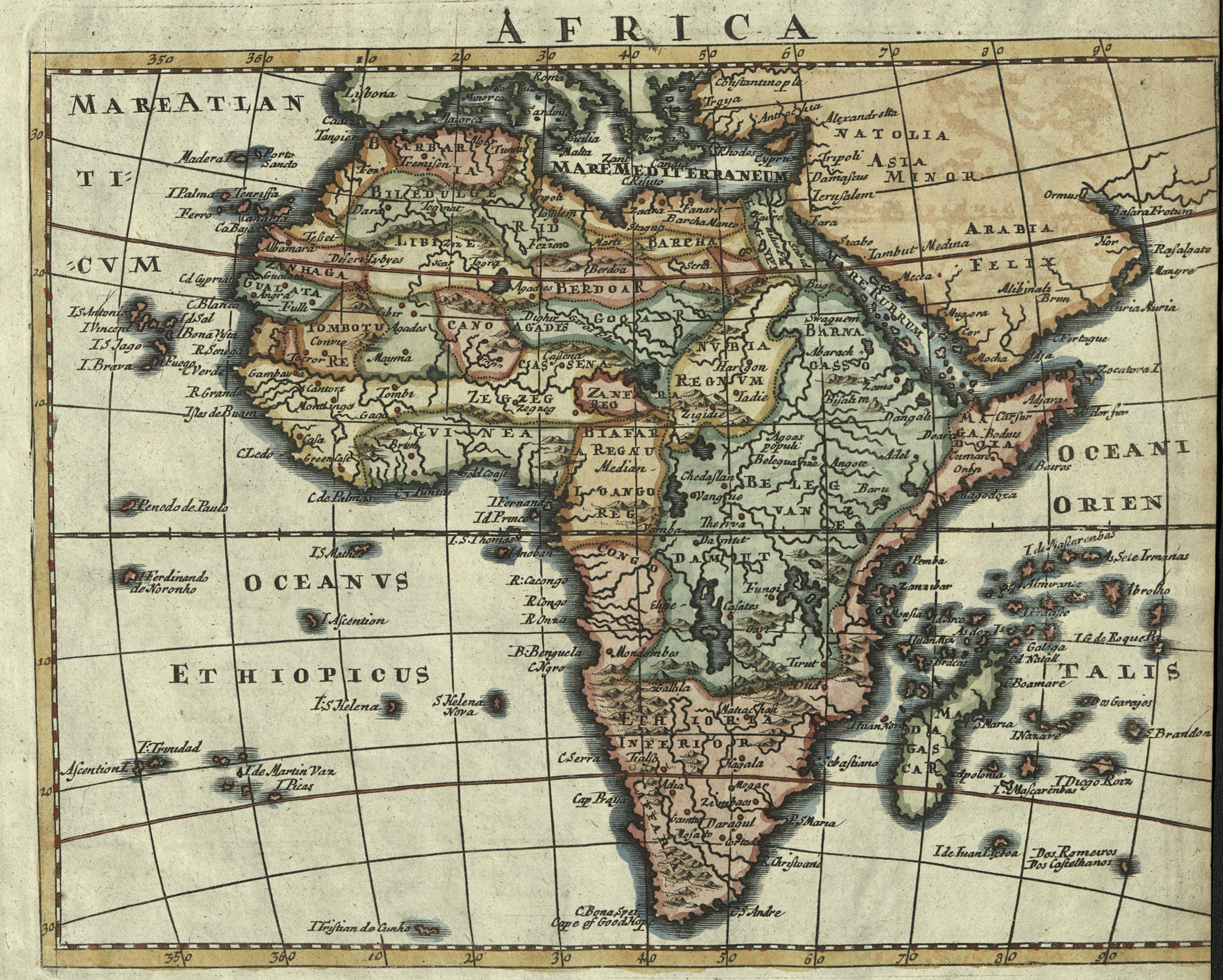
Mappa dell'Africa, 1701
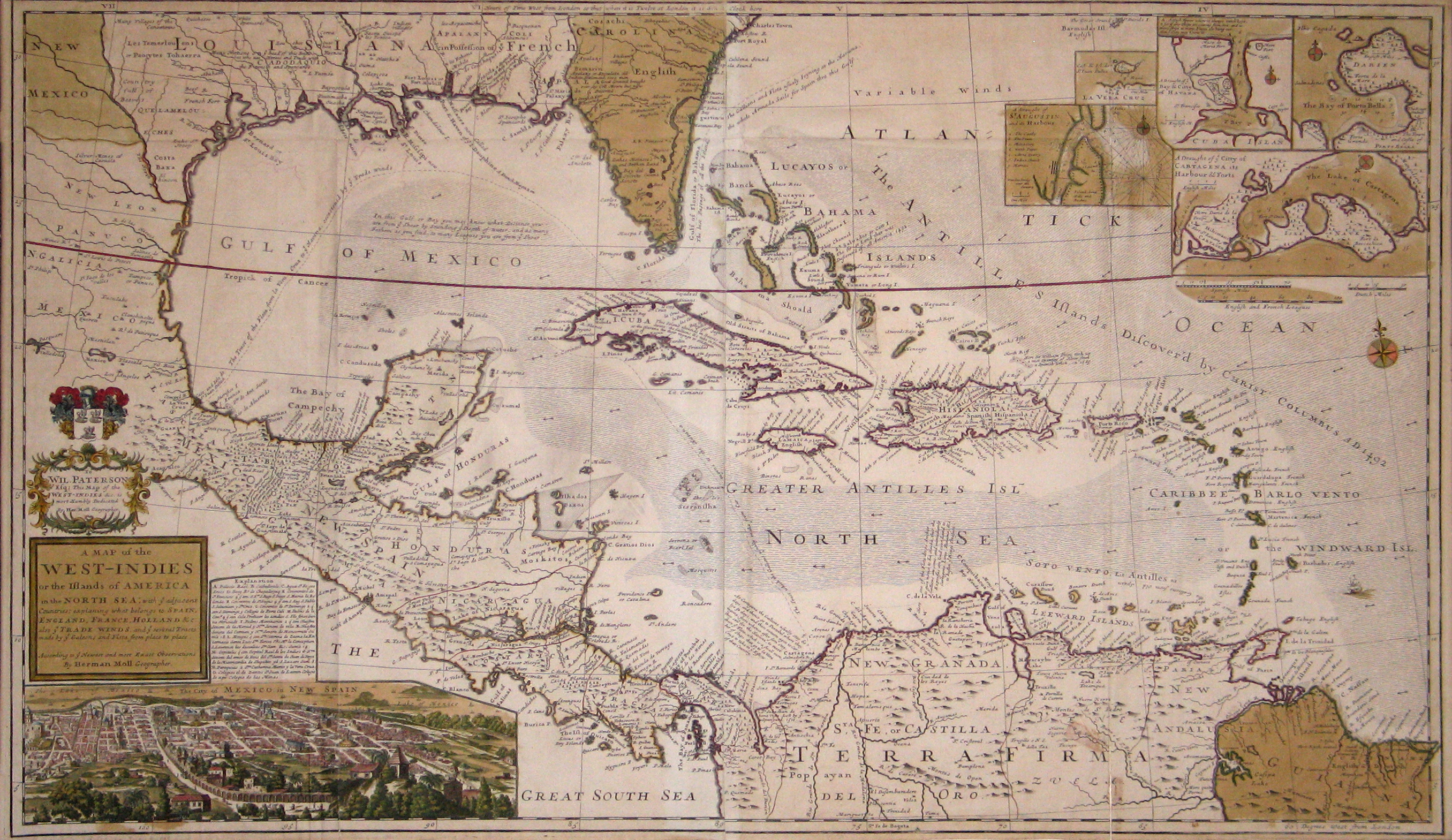
Mappa delle Indie Occidentali, 1715 circa